# Blue Poles
Blue Poles, conosciuto anche come Number 11, 1952, è un dipinto (212.1×488.9 cm) realizzato nel 1952 dal pittore Jackson Pollock.
È conservato nella National Gallery of Australia, a Canberra.
Questo quadro fu realizzato dal Pollock su commissione dell'architetto Tony Smith.